# تيرنس راتيغان
السير تيرينس ميرفين راتيغان (بالإنجليزية: Terence Rattigan)‏، حائز على رتبة ائد أمر الإمبراطورية البريطانية (10 يونيو 1911 – 30 نوفمبر 1977) كان كاتبًا مسرحيًا بريطانيًا. وكان واحدًا من أكثر كتّاب المسرحيات شعبيةً في إنكلترا في منتصف القرن العشرين. غالبًا ما كان لمسرحياته خلفية من الطبقة المتوسطة العليا. كتب فتى وينسلو (1946) ورواية براونينج (1948) والبحر الأزرق العميق (1952) وجداول منفصلة (1954)، من بين عدد من الأعمال الكثيرة الأخرى.
كان راتيغان مثلي جنس مضطربًا، ورأى نفسه شخصًا غريبًا، تمحورت مسرحياته حول قضايا الإحباط الجنسي، والعلاقات الفاشلة، وحول عالم من القمع والتحفظ.

## نشأته
ولد تيرينس راتيغان في عام 1911 في ساوث كنزنغتون في لندن، لوالده ذي الأصل البروتستاني الأيرلندي. كان له أخ أكبر واسمه بريان. كانوا أحفاد السير وليام هنري راتيغان، وهو رجل قانون بارز مقيم في الهند، أصبح لاحقًا عضوًا في الاتحاد الليبرالي في شمال شرق لاناركشاير. كان والده فرانك راتيجان، حاصل على وسام شرف القديس ميخائيل والقديس جرجس، كان دبلوماسيًا وتضمنت مآثره علاقة مع الأميرة إليزابيث من رومانيا (الزوجة المستقبلية للملك جورج الثاني ملك اليونان) ما أدى في نهاية المطاف إلى إجهاضها. يُعتبر البيت الملكي في رومانيا مصدر إلهام لمسرحية راتيغان الأمير النائم.
تشير شهادة ميلاد راتيغان وإعلان ميلاده في صحيفة التايمز إلى أنه ولد في 9 يونيو 1911. ومع ذلك، تشير معظم الكتب المرجعية إلى أنه ولد في اليوم التالي. لم يعترض راتيغان نفسه علنًا على هذا التاريخ. هناك أدلة تشير إلى أن التاريخ في شهادة الميلاد غير صحيح. لم يحصل على اسم أوسط، لكنه اتخذ الاسم الأوسط «ميرفين» في مرحلة البلوغ المبكرة.

## تحصيله العلمي
تلقى راتيغان تعليمه في مدرسة ساندرويد من 1920 إلى 1925، حين كانت تقع في كوبهام، وساري (وهي الآن دار مدرسة ريد)، ومدرسة هارو. لعب راتيغان الكريكيت لصالح مدرسة هارو في الفريق الرئيسي وسجل 29 في مباراة إيتون ضد هارو في عام 1929. كان عضوًا في فيلق تدريب ضباط مدرسة هارو ونظم أعمال تمرد، حسب صحيفة ديلي إكسبريس. كان الأمر الأكثر إزعاجًا لمديره، سيريل نوروود، هو البرقية من إيتون أو تي سي، «عرض السير لمساعدته».  ثم ذهب إلى كلية الثالوث الأقدس في أكسفورد.

## وفاته
توفي راتيغان في هاميلتون، برمودا، بسبب سرطان العظام في عام 1977، عن عمر يناهز 66 عامًا. أُودعت بقايا رماده التي أُحرقت في سِرْداب الأسرة في مقبرة كنزال غرين.

## إرثه
كانت هناك إعادة إحياء لمسرحية البحر الأزرق العميق في عام 1993، في مسرح ألميدا، لندن، من إخراج كاريل ريسز وبطولة بينيلوب ويلتون. وأعقب ذلك سلسلة من إعادة الإحياء الناجحة، بما في ذلك فتى وينسلو في مسرح مهرجان تشيتشيستر في عام 2001 (مع ديفيد رينتول، وبعد ذلك في جولة في عام 2002 مع إدوارد فوكس)، ورجل وصبي في مسرح الدوقة، لندن، في عام 2005، مع ديفيد سوشيت في دور غريغور أنتونيسكو، وفي مدح الحب في تشيتشيستر، وجداول منفصلة في التبادل الملكي، مانشستر، في عام 2006. أُعيد إحياء مسرحيته في الأيام الأخيرة من اللورد نيلسون، وصية للأمة، على راديو بي بي سي 3 لـ ترافرغار 200، بطولة جانيت مكتير في دور الليدي هاملتون، وكينيث براناه في دور نيلسون، وأماندا روت في دور الليدي نيلسون.
أخرجت ثيا شارروك فيلمه قليل العرض بعد الرقص في صيف عام 2010 في المسرح الوطني الملكي في لندن. أخرجت عملًا جديدًا كبيرًا لمسرحية راتيغان قليلة العرض والنهائية سبب الاحتفال في أولد فيك في مارس 2011 كجزء من احتفال تيرينس راتيغان بمناسبة مرور مئة سنة. فضلًا عن هذا، احتفل تريفور نون بهذه المناسبة مع إحياء وست إند لمسرحية مسار مضيء في المسرح الملكي، هايماركت، بين مارس ويونيو 2011، بطولة سينا ميلر، وجيمس بيورفوي، وشيريدان سميث.
في عام 2011، قدمت بي بي سي أحجية راتيغان من قبل بيندكت كامبرباتش، وهو فيلم وثائقي عن حياة راتيغان ومسيرته المهنية التي قدمها الممثل بيندكت كامبرباتش، الذي -حاله حال راتيغان- ارتداد مدرسة هارو.
أُصدر في عام 2011 نسخة سينمائية جديدة من البحر الأزرق العميق من إخراج تيرينس ديفيز، وبطولة ريتشل وايز وتوم هيدليستون.

## روابط خارجية
- تيرنس راتيغان على موقع IMDb (الإنجليزية)
- تيرنس راتيغان على موقع الموسوعة البريطانية (الإنجليزية)
- تيرنس راتيغان على موقع مونزينجر (الألمانية)
- تيرنس راتيغان على موقع ألو سيني (الفرنسية)
- تيرنس راتيغان على موقع ميوزك برينز (الإنجليزية)
- تيرنس راتيغان على موقع أول موفي (الإنجليزية)
- تيرنس راتيغان على موقع قاعدة بيانات برودواي على الإنترنت (الإنجليزية)
- تيرنس راتيغان على موقع قاعدة بيانات الأفلام السويدية (السويدية)
- تيرنس راتيغان على موقع إن إن دي بي (الإنجليزية)
- تيرنس راتيغان على موقع قاعدة بيانات الفيلم (الإنجليزية)